# Ujčov
Ujčov település Csehországban, a Žďár nad Sázavou-i járásban. Ujčov Nedvědice, Černovice, Skorotice, Věchnov, Štěpánov nad Svratkou és Býšovec településekkel határos. Lakosainak száma 473 fő (2024. január 1.).

## Népesség
A település lakosságának változását az alábbi diagram mutatja:
| Lakosok száma | 722  | 785  | 772  | 629  | 523  | 488  | 470  | 470  | 463  | 473  |
|               | 1869 | 1890 | 1921 | 1950 | 1980 | 2001 | 2017 | 2019 | 2022 | 2024 |